# Прокаччини, Джулио Чезаре
Джулио Чезаре Прокаччини (итал. Giulio Cesare Procaccini; 30 мая 1574, Болонья — 14 ноября, 1625, Милан) — живописец итальянского маньеризма, скульптор, рисовальщик и гравёр, мастер офорта.

## Семья художников Прокаччини
Джулио Чезаре происходил из большой семьи художников-маньеристов, которая в Болонье представляла путь, альтернативный пути братьев Карраччи. Когда роль болонских академистов стала доминирующей, Прокаччини переехали в Милан, город, который в атмосфере движения контрреформации, заданном архиепископом Федерико Борромео, стал центром разработки новых форм в области изобразительного искусства.
Глава семьи Эрколе Прокаччини Старший (1515—1595) — болонский живописец, работал также в Милане. Его сыновья — Камилло (1561—1629) и Джулио Чезаре Прокаччини трудились вместе с отцом. Третий сын Эрколе Старшего — Карло Антонио (1571—1630) стал живописцем, а его сын — Эрколе Прокаччини Младший (1596—1676) — также живописец. Из этой же семьи известен Андреа Прокаччини (1671—1734), живописец, гравёр и архитектор итальянского барокко, ученик и последователь Карло Маратта. Известны и другие художники, представители этой семьи.

## Биография
Джулио Чезаре Прокаччини родился в городе Болонья, область Эмилия-Романья на севере Италии, в семье живописца Эрколе Прокаччини Старшего и его третьей жены Чечилии Черва. Два брата Джулио, Камилло и Карло Антонио, также стали художниками. Семья переехала в Милан в 1587 году ко «двору» аристократа, мецената и коллекционера Пирро I Висконти Борромео. Джулио Чезаре вместе с женой Изабеллой Висконти проживали в приходе Сан-Пьетро в Кампо-Лодиджано.
Отец художника был занят на строительстве кафедрального Миланского собора. Джулио Чезаре также начинал в качестве скульптора на строительстве собора. Он имел твёрдую руку и создавал неплохие рисунки, которые свидетельствовали о близком знакомстве с виртуозными рисунками представителей маньеризма. Его работы имеются также в церкви Санта-Мария-деи-Мираколи в Милане. Около 1600 года Джулио Чезаре стал заниматься живописью, причина этого перехода неизвестна; многие склонны приписывать это учебной поездке в Рим, Венецию и Парму, — поездка, которая коренным образом изменила раннюю ломбардскую резкость его живописной манеры и стиля.
В свою живопись Джулио Чезаре перенёс навыки скульптора. Отсюда композиции с фигурами, максимально приближёнными к переднему плану картины наподобие рельефа. Очевидны также маньеристичные приёмы с эксцентричными позами и экзальтированными жестами, а также черты академизма болонской школы с её поисками идеальных персонажей. Близость фигур к переднему плану обусловила пренебрежение мелкими деталями и черты своеобразного монументализма, который сохранялся даже в небольших по размерам картинах. Так сформировался характерный индивидуальный стиль художника, типичный для позднего ломбардского маньеризма. В его последующих работах становится более заметным влияние эмилианских художников, таких как Корреджо или Пармиджанино, а также мощное воздействие искусства Рубенса.
В Генуе Джулио Чезаре Прокаччини был гостем прославленного мецената Джованни Карло Дориа, который с 1611 по 1622 год заказал ему более девяноста работ. Для лигурийской столицы, среди прочих произведений, он выполнил «Тайную вечерю» для церкви Сантиссима Аннунциата (картина, размещённая на контрфасаде), эскиз которой также важен из-за влияния, которое он оказал на местных живописцев. В 1620 году для церкви Санта-Мария-ди-Канепанова в Павии он написал две картины, изображающие Дебору, собирающую войско, и Рахиль с Иаковом у колодца, а также «Экстаз Святой Терезы» для церкви Санта-Мария-делле-Грацие.
Стиль его последних работ демонстрирует усиление барочных влияний. Таким образом, творчество Джулио Чезаре Прокаччини отражает все основные тенденции развития изобразительного искусства Севера Италии рубежа XVI—XVII веков. Его последняя картина, «Автопортрет», написанная в 1624 году и ныне хранящаяся в Пинакотеке Брера, представляет собой образец «меланхоличной выразительности», который в высшей степени отражает характер его творчества. «В пятьдесят лет художник выглядит преждевременно постаревшим». Он умер в следующем году в Милане, 14 ноября 1625 года и был похоронен в семейной гробнице в церкви Сант-Анджело.
В Санкт-Петербургском Эрмитаже хранятся четыре картины Дж. Ч. Прокаччини.

## Галерея

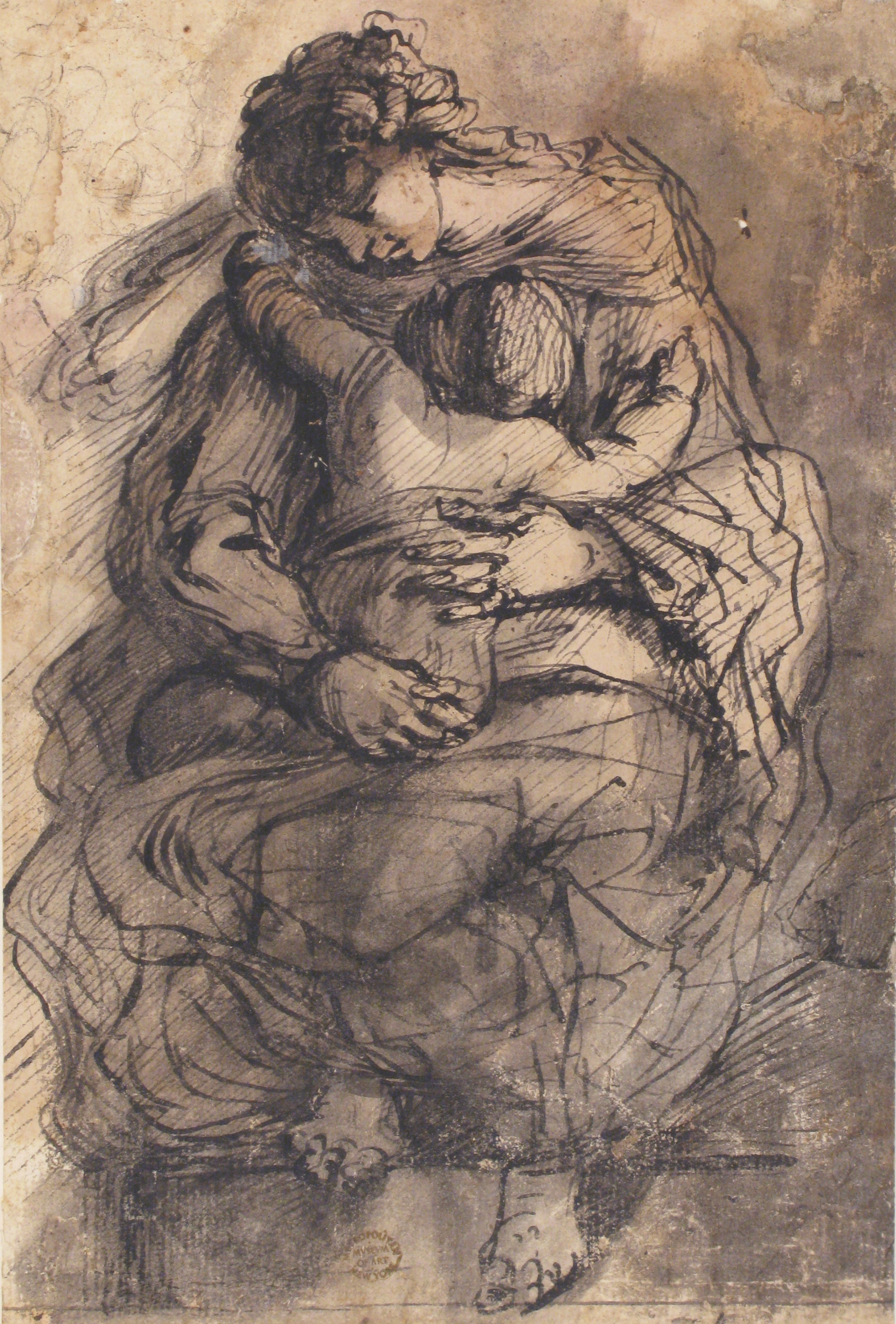
Мадонна с Младенцем. Ок. 1600 г. Бумага, тушь, перо, кисть. Метрополитен-музей, Нью-Йорк
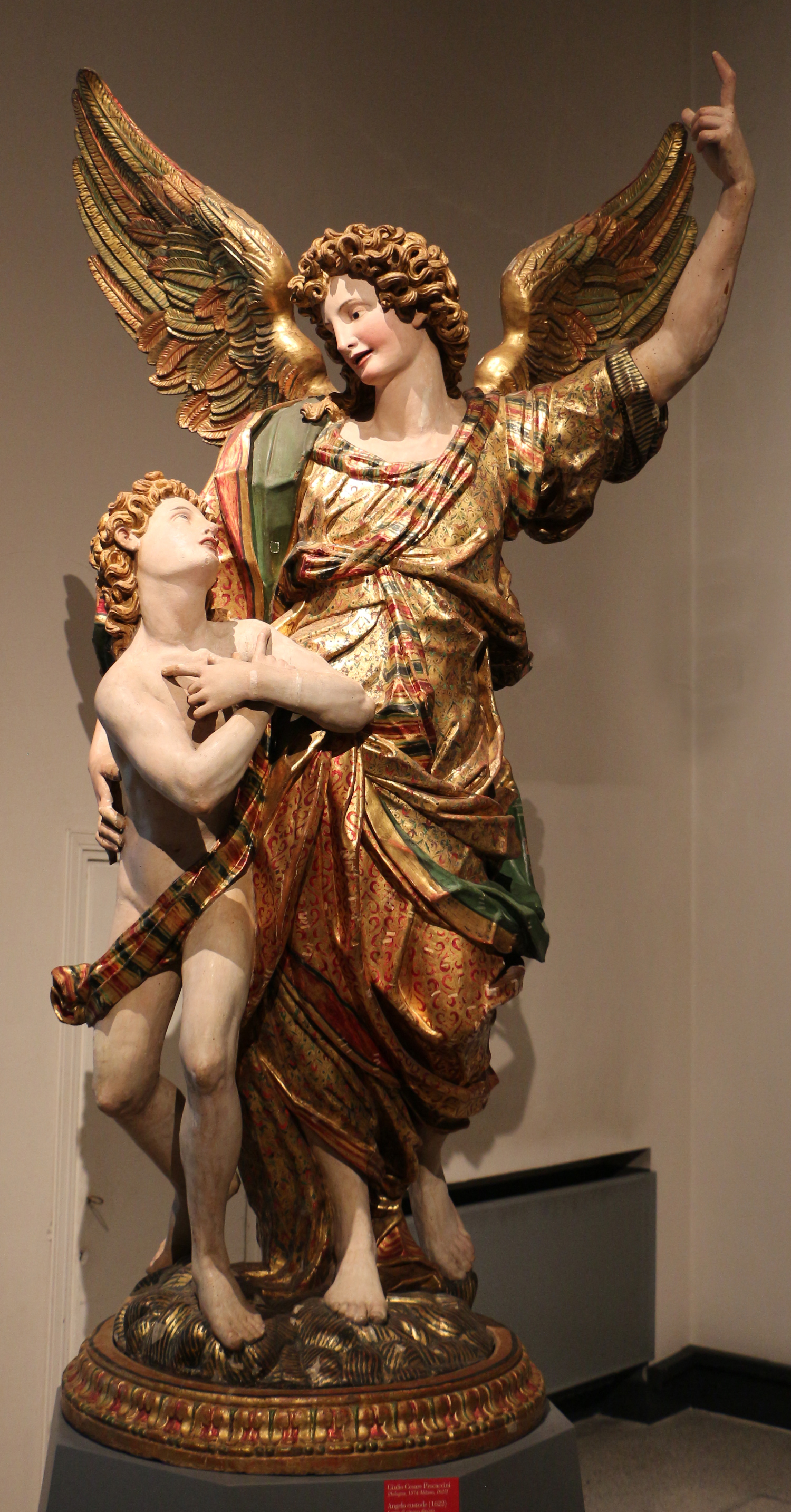
Ангел-хранитель. 1622. Дерево, роспись. Палаццо ала Понцоне, Кремона
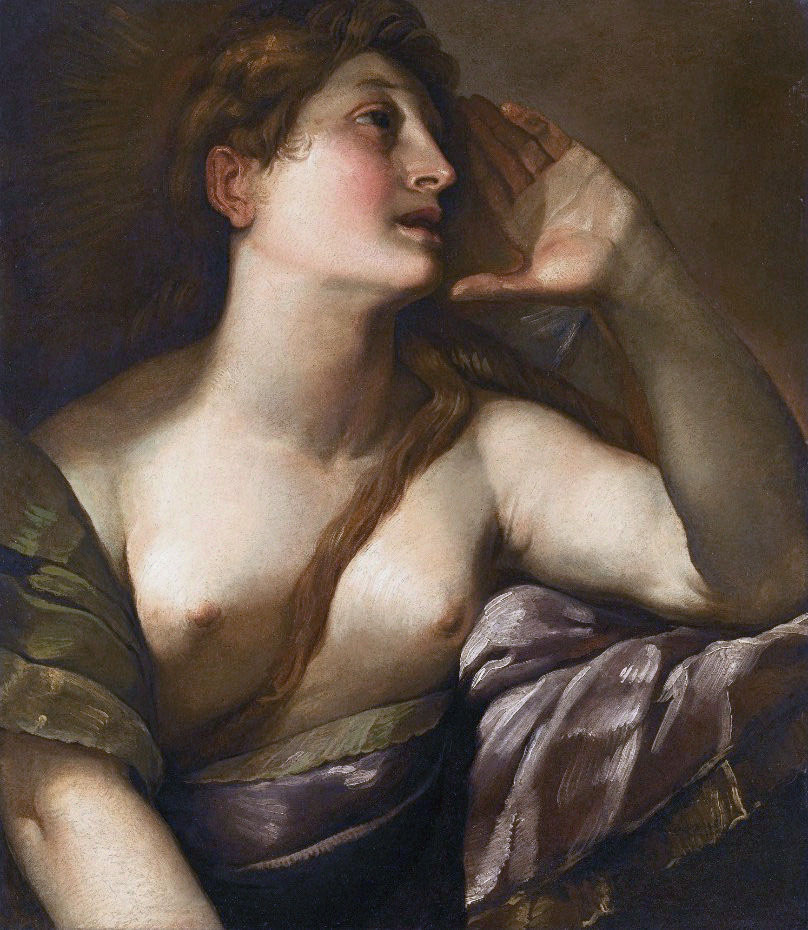
Этюд к картине «Кающаяся Мария Магдалина». Бумага на холсте, масло. Частное собрание
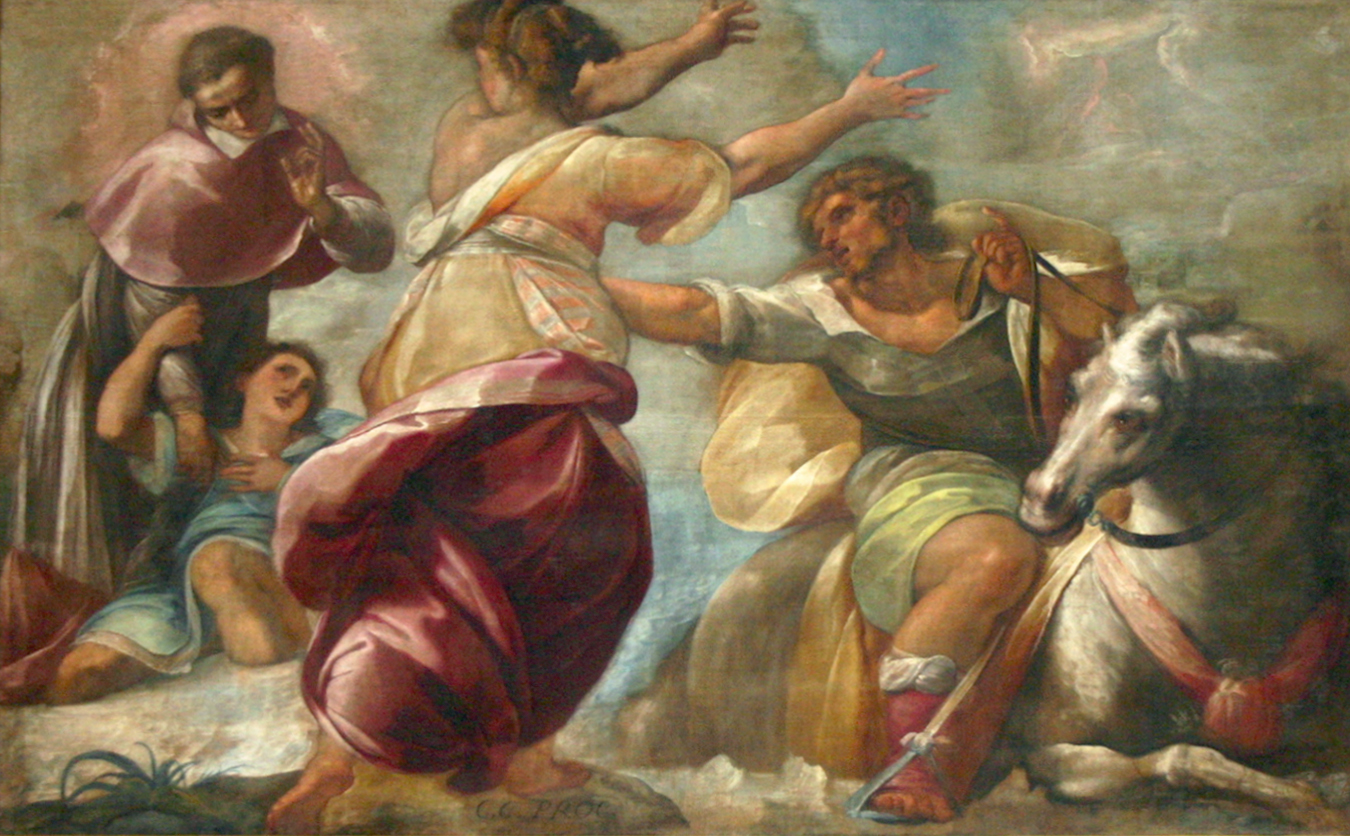
Чудо с мальчиком Джованни Тироне. 1610. Холст, масло. Трансепт Миланского собора
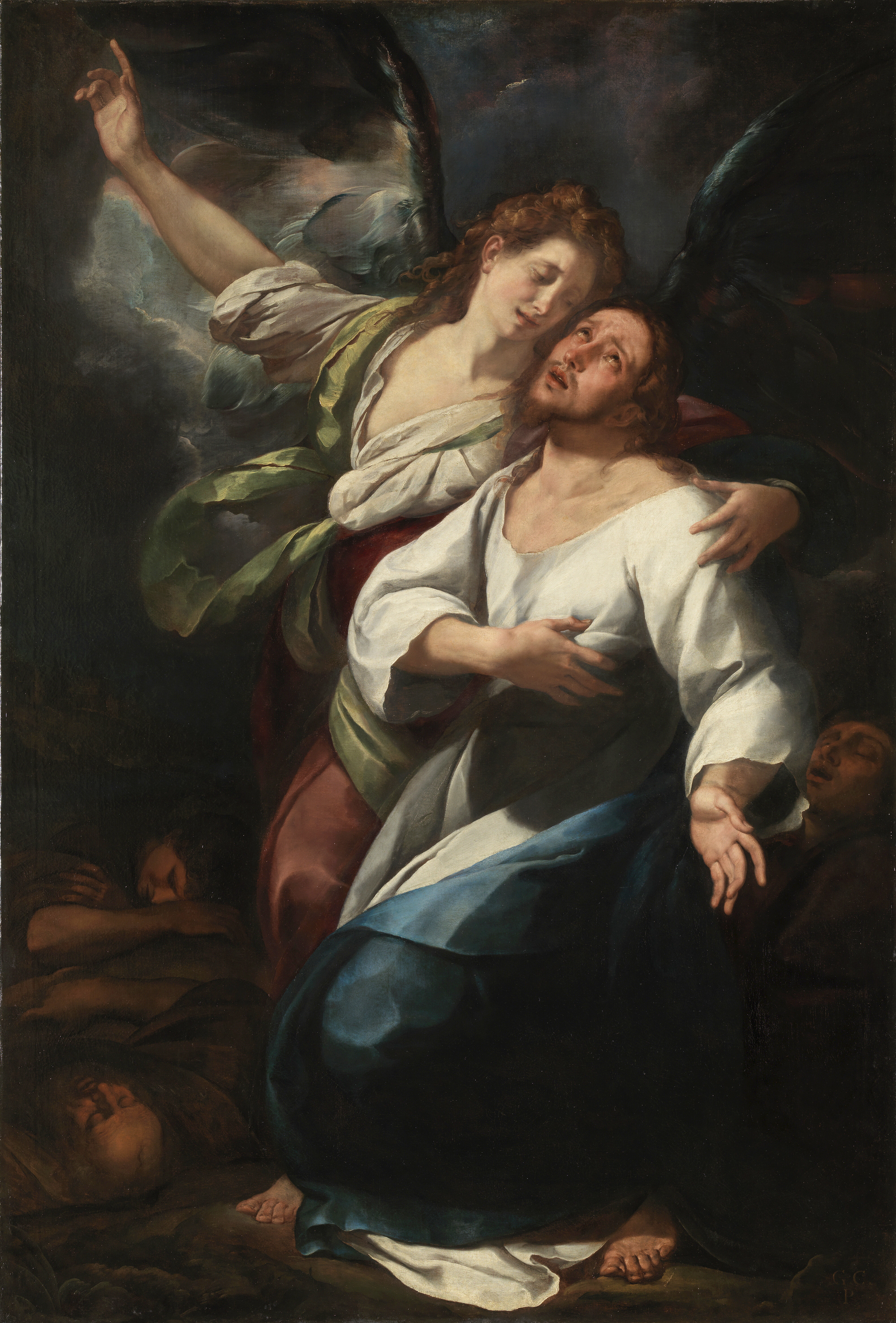
Борение в саду («Да минует Меня чаша сия»). Между 1616 и 1620 гг. Холст, масло. Прадо, Мадрид
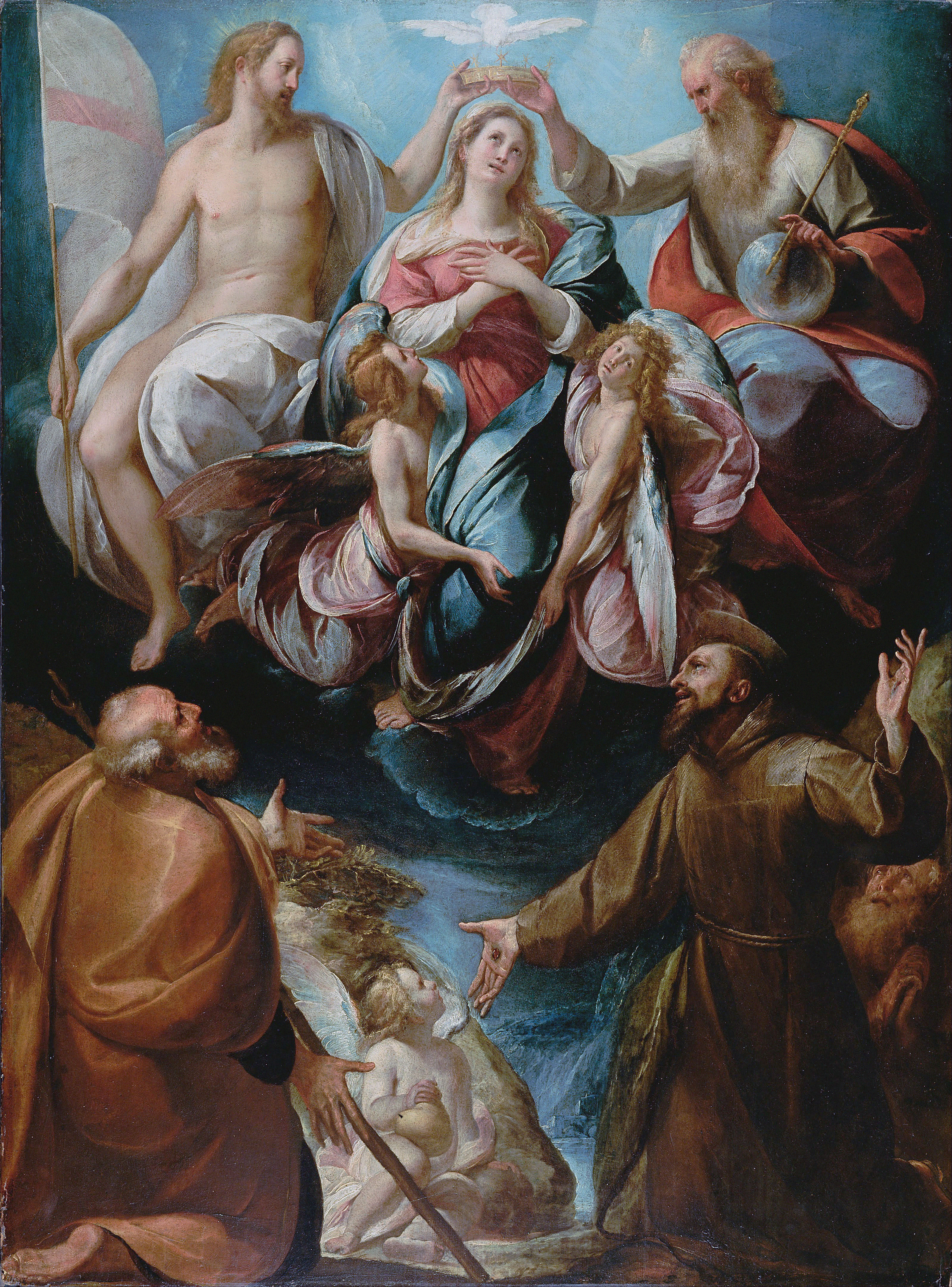
Коронование Девы со святыми Иосифом и Франциском Ассизским. Между 1604 и 1607 гг. Дерево, масло. Центр Гетти, Лос-Анджелес
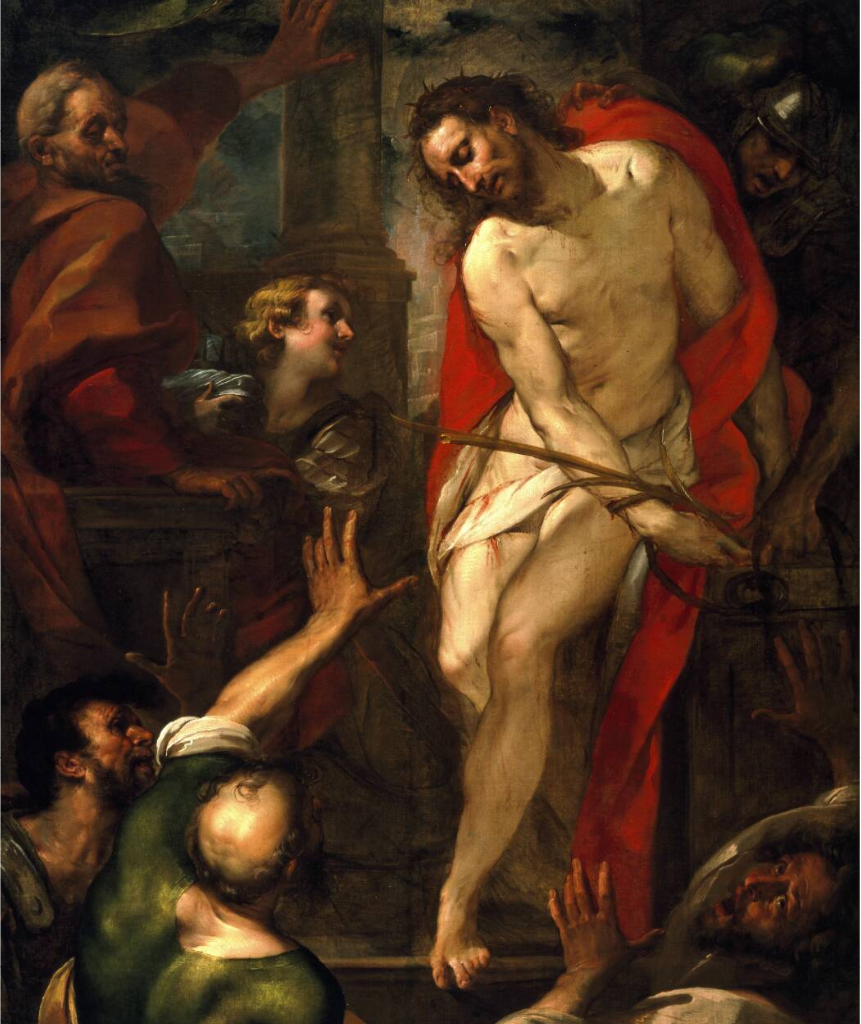
Ecce Homo (Се, человек). Между 1615 и 1620 гг. Холст, масло. Музей искусств, Даллас, США
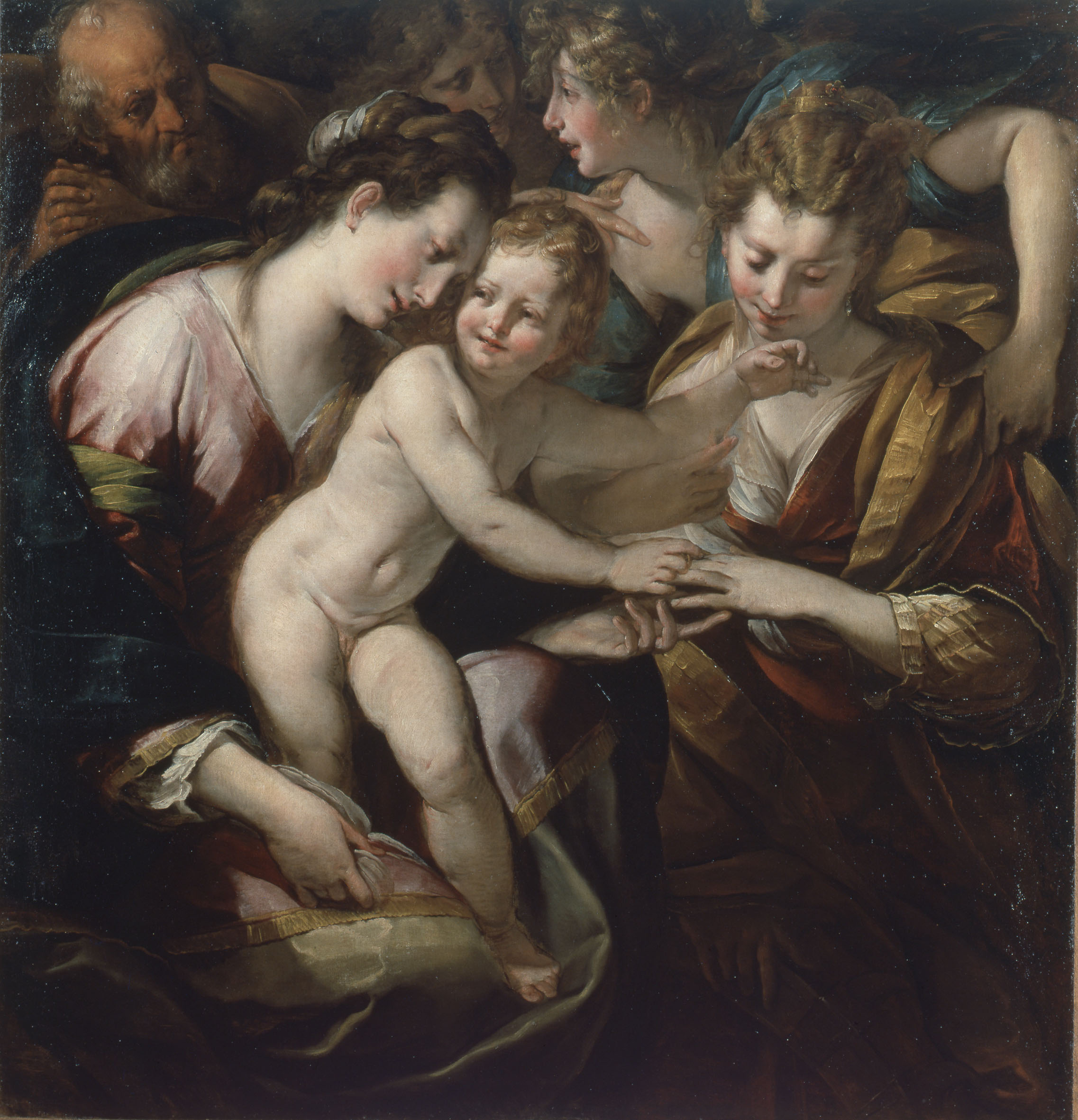
Мистическое обручение Святой Екатерины. Холст, масло. Пинакотека Брера, Милан